# George Egerton

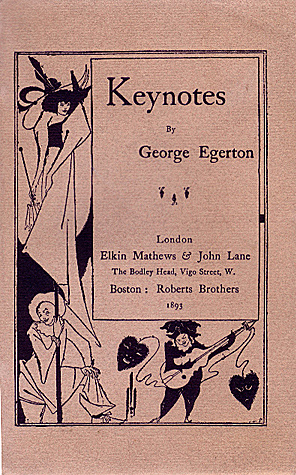
Portada de Keynotes, por George Egerton, seudónimo empleado por Mary Chavelita Dunne Bright

Mary Chavelita Dunne Bright (Melbourne, 14 de diciembre de 1859 – Londres, 1945), más conocida por su seudónimo George Egerton, fue una escritora de la "Nueva Mujer" y feminista ampliamente considerada una de las más importantes escritoras de la "Nueva Mujer" del fin de siècle del siglo XIX. Fue amiga de George Bernard Shaw, Ellen Terry y J. M. Barrie.

## Vida
George Egerton nació como Mary Chavelita Dunne en Australia en 1859, hija de una madre galesa protestante llamada Isabel George, y un padre irlandés católico, el capitán John J. Dunne. Los primeros años de su vida estuvieron marcados por la emigración entre Australia, Nueva Zelanda y Chile, pero la mayor parte de sus años de formación se pasaron en y alrededor de Dublín, y Egerton se refirió a ella misma a lo largo de su vida como "intensamente irlandesa" (Terence De Vere White, A Leaf from the Yellow Book, Londres: The Richards Press, 1958, p. 14). Criada en una familia irlandesa católica y no burguesa, fue escolarizada durante dos años en Alemania como adolescente. Allí, ella demostró talento para el arte y la lingüística. Con el tiempo aprendió a hablar varios idiomas con fluidez, incluyendo el alemán, el francés, el noruego, el sueco y el ruso.
Siendo una mujer joven, Egerton emigró a América y más tarde pasó dos años en Noruega con Henry Higginson, un hombre casado con el que se fugó. Fueron años formativos para ella en términos de su crecimiento intelectual y desarrollo artístico. Estando en Noruega se sumergió en la obra de Henrik Ibsen, August Strindberg, Ola Hansson, Friedrich Nietzsche y Knut Hamsun. Su breve romance con Hamsun sirvió de inspiración para su cuento de 1893 llamado "Now Spring Has Come". Hamsun progresaría hasta obtener el premio Nobel de literatura, y Egerton fue la primera que hizo accesible la obra de Hamsun al lector inglés, con su traducción de la primera novela Hambre (Sult).  
Un matrimonio posterior con Egerton Tertius Clairmonte fue el ímpetu para su primer intento de escribir ficción - instigado por su estatus sin dinero y su deseo de aliviar el aburrimiento que sentía al regresar a la Irlanda rural. Eligió el pseudónimo de "George Egerton" como un tributo tanto a su madre, cuyo nombre de soltera era "George" y a Clairmonte. Cuando le preguntaron cómo se pronunciaba su seudónimo, dijo en The Literary Digest que se pronunciaba edg'er-ton, añadiendo "Este nombre se pronuncia de esta manera, hasta donde yo se por todos los que tienen este apellido en Inglaterra." (Charles Earle Funk, What's the Name, Please?, Funk & Wagnalls, 1936.)
El primer libro de cuentos de Egerton, Keynotes, fue publicado por John Lane y Elkin Mathews de the Bodley Head en 1893. Este volumen tuvo tanto éxito (y fue tristemente célebre) en ambos lados del Atlántico que Egerton pronto fue entrevistada en las principales revistas de la época, y fue objeto de sátiras famosas en Punch. Confiando en emular el éxito de Keynotes, the Bodley Head publicó una serie de libros "Keynotes" que incluyó títulos de Grant Allen y Richard LeGallienne.
Keynotes fue el momento cumbre de la carrera literaria de Egerton. Un volumen posterior de cuentas, Discords, y sus esfuerzos posteriores - incluyendo otros dos volúmenes adicionales de cuentos (Symphonies y Flies in Amber); dos novelas (Rosa Amorosa y The Wheel of God); y un libro de parábolas nietzscheanas (Fantasias) - encontraron un amplio fracaso. Su posterior encarnación como dramaturga (Camilla States Her Case en 1925) y traductora de obras (principalmente del francés) sólo generó unas producciones moderadamente exitosas.
La obra de Egerton se vio sin embargo estimulada por el debate académicos en años recientes, y su reputación ha ido creciendo poco a poco desde que su obra empezó a ser revaluada en los setenta y principios de los ochenta. En su obra feminista seminal, A Literature of Their Own, Elaine Showalter estuvo entre las primeras que reconoció la contribución de Egerton a la literatura inglesa.
Egerton a menudo es considerada hoy en términos de su relación con el movimiento de la "Nueva Mujer" en la literatura británica. Sus innovaciones estilísticas, a menudo llamadas "proto-modernistas" por los eruditos literarios, y su tema a menudo radical y feminista han asegurado que su ficción continúe generando interés académico en Estados Unidos y el Reino Unido. La experimentación de Egerton con la forma y el contenido anticipan el alto modernismo de escritores como Joyce y Lawrence, y la obra de Egerton The Wheel of God a menudo se lee como una especie de versión rudimentaria de la obra de Joyce Retrato del artista adolescente (A Portrait of the Artist as a Young Man). Thomas Hardy reconoció la influencia de la obra de Egerton en la suya propia, en particular en la construcción de su personaje de la "Nueva Mujer", Sue Bridehead, en Jude el Oscuro (Jude the Obscure). Quizás más destacadamente, Holbrook Jackson concede a Egerton la primera mención de Friedrich Nietzsche en la literatura inglesa (se refiere a Nietzsche en Keynotes en 1893, tres años antes de que la primera obra de Nietzsche se tradujera al inglés).
Ella se divorció de Egerton Clairmonte en 1901 y se casó con el agente teatral Reginald Golding Bright. Su único hijo, George Clairmonte, murió en la Primera Guerra Mundial.
Su primo Terence de Vere White reunió sus cartas y sus recuerdos de ella y los publicó en 1958 como A Leaf from the Yellow Book.